# Рух Опору (Бельгія)

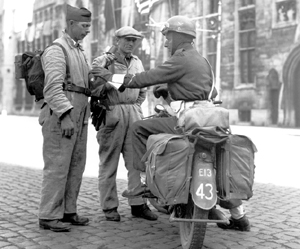
Члени бельгійського опору з канадським солдатом Брюгге, вересень 1944

Рух Опору в Бельгії (фр. Résistance belge; нід. Belgisch verzet) — організований опір німецької окупації Бельгії під час Другої світової війни.
У Бельгії опір був фрагментований між великим числом окремих організацій, розділених за регіонами та політичними позиціями. Крім саботажу військової інфраструктури в країні і вбивств нацистів, ці групи також опублікували велику кількість газет і допомагали пілотам союзників, які опинилися в тилу ворога.
Під час війни, за оцінками, приблизно 5 % населення країни було залучено в якийсь формі до діяльності опору, а число членів опору, які загинули під час окупації, становило 19 000 осіб; приблизно 25 % від загальної кількості членів опору.

## Організаційна структура
Рух Опору в Бельгії був неоднорідним, у роки окупації тут діяли:
- «Фронт незалежності Бельгії» («Front de l'indépendance», комуністи і прихильники лівих сил). Загальне керівництво здійснював національний комітет — «Comité National». Друкованим виданням Фронту була газета «Front». До складу Фронту входили кілька організацій:
  - народні комітети взаємодопомоги і солідарності («Solidarité») — створений у 1940 році, вони надавали допомогу біженцям та особам, які ховалися від окупаційної влади. Серед активістів були колишні учасники бельгійської секції МОДР[2];
  - «Валлонський фронт» («Wallonie libre») — створений 18 липня 1940 року у Льєжі за ініціативою комуністів Е. Бюрнеля і Т. Дежаса;
  - «Бельгійська армія партизан» (les Partisans armés) — військова організація, її друкованим виданням була газета «Партизан»;
  - підпільні профспілкові комітети — перші осередки були створені влітку 1940 року, надалі їх кількість збільшувалася. Профспілкові комітети діяли на заводах, шахтах і на залізничному транспорті, вони займалися організаційною роботою, відстоюванням трудових прав робітників (у тому числі через бойкот представників заводської адміністрації і організацію страйків), економічним саботажем (виведення з ладу обладнання, псування продукції, що протидіяли відправці бельгійських робітників до Німеччини). У 1943 році на основі профспілкових комітетів були створені «комітети профспілкової боротьби»[3]. У загальній складності, профкомітети об'єднували 170 тис. робітників[4];
  - «Патріотична міліція» («les Milices patriotiques») — створена в 1943 році;
  - «Рух на захист селян» — у складі Фронту з 1943 року;
  - «Österreichische Freiheitsfront» — антифашистська організація з центром у Брюсселі, об'єднувала комуністів і антифашистів з числа австрійських і німецьких політичних емігрантів. Видавала й поширювала газету «Die Wahrheit», листівки німецькою мовою, ряд активістів організації брали участь у бойових діях у складі партизанських загонів;
  - «Товариство бельгійсько-радянської дружби»;
  - «Союз жінок» — жіноча суспільно-політична організація;
  - «Національне об'єднання молоді» — патріотична молодіжна організація.
- «група G» (Groupe Général de Sabotage de Belgique) — студентська антифашистська група, що виникла в 1942 році в Брюсселі. При збереженні самостійності, координувала свої дії з «Фронтом незалежності» через Координаційний комітет при керівництві Фронту.
- «Таємна армія» (Armée Secrete) — орієнтувалася на емігрантський уряд у Лондоні, отримувала допомогу від Англії і США.
- «Groupe Zéro»
- «Біла бригада» (Witte Brigade) — роялісти — прихильники короля Леопольда III, представники правих партій і деяких католицьких організацій, мала антикомуністичний характер[5].

В цілому, в бельгійському русі Опору взяло участь понад 50 тис. осіб, понад 40 тис. з них було заарештовано, 15 тис. патріотів (в тому числі 2 тис. бельгійських комуністів) були розстріляні і закатовані окупантами.

## Основні напрямки діяльності
Рух Опору прийняв різні форми діяльності:
- розвідувальна діяльність в інтересах країн антигітлерівської коаліції (зокрема, для Великої Британії);
- допомога втікачам військовополоненим і пілотам ВПС Великої Британії і США, збитим над територією Бельгії — за участю голландських, бельгійських та французьких антифашистів була організована «дорога спасіння» з Північної Голландії і Бельгії через територію Франції до Піренеї, а надалі — до англійського посольства в Мадриді, де втікачам надавали політичний притулок;
- саботаж і організація диверсій на підприємствах і об'єктах інфраструктури: за даними німецького генерала В. Герлітца, тільки в період з 1940 по 1942 рік на території Бельгії було зафіксовано 1162 серйозних і 565 дрібних диверсій і актів саботажу на виробництві і транспорті
- збройні акції: знищення окупантів і колабораціоністів;
- антифашистська агітація і пропаганда: видання і розповсюдження листівок, газет та інших друкованих видань. Наприклад, навесні 1941 року почалося видання газети «Вільна Франція» («фр. Libre Belgique», нід. Vrij België), у загальній складності, в період окупації в Бельгії рухом Опору було випущено понад 700 найменувань листівок, газет та інших друкованих, машинописних і рукописних видань[7].
- допомога євреям: зокрема, у квітні 1943 року на залізниці Мішлен — Лувен активістами Опору було зупинено «двадцятий ешелон», що перевозив 1631 євреїв в Освенцім. З ешелону зуміли втекти 231 людина, 90 з них пізніше були спіймані, 26 вбиті і 115 уникли смерті[8].
- участь у боях за визволення Бельгії. При цьому бійцям бельгійського Опору вдалося визволити деякі райони ще до підходу американських військ, наприклад, за день до підходу американських військ бійці бельгійського Опору визволили лівобережжя річки Маас у районі Льєжа.

## Після визволення Бельгії
29 вересня 1944 року командувач англо-американськими силами в Західній Європі Д. Ейзенхауер опублікував відозву до бельгійського народу, в якому високо оцінив заслуги сил Опору у справі визволення Бельгії, але зазначив, що відтепер їм слід «здати зброю і чекати вказівок щодо тієї ролі, яку вони можуть грати в майбутніх боях проти Німеччини». 13 листопада 1944 року уряд П'єрло вимагав від учасників Опору здати зброю в термін до 18 листопада 1944 року. Ці події призвели до політичної кризи, яка тривала до початку німецького наступу в Арденах у грудні 1944 року.
Під час кризи 25 листопада 1944 року у Брюсселі бельгійська поліція, створена після визволення Бельгії за підтримки з боку Англії і США, розігнала пострілами демонстрацію лівих сил, були поранені 34 людини.
У лютому 1945 року уряд Р. П'єрло пішов у відставку, на чолі нового уряду став учасник руху Опору, соціаліст Ван Акер. До складу уряду увійшли два комуністи.

## Участь іноземних громадян у бельгійському русі Опору

### ГромадяниУгорщини
До початку окупації у Бельгії мешкали угорські політичні емігранти (зокрема, учасники війни в Іспанії — колишні воїни-інтернаціоналісти угорського батальйону, що воювали у складі інтернаціональних бригад), а також робітники-емігранти з Угорщини. Після окупації країни, вони налагодили зв'язки з лівими силами. 10 листопада 1941 року вони здійснили першу бойову операцію — вибух фашистської бібліотеки в Брюсселі. Надалі, з них була сформована 1-а угорська партизанська рота, якою командував Міклош Льовенвірт. Рота зазнала важких втрат, у 1943 році загинули 50 бійців, а до моменту визволення Бельгії в живих залишилися тільки три людини.

### ГромадяниСРСР
Загалом на примусові роботи в Бельгію було вивезено 20 тисяч радянських громадян. Перші 6 тисяч радянських військовополонених були привезені в Бельгію в 1942 році для робіт на шахтах у районі Лімбурга. Незабаром на шахті Айзуен виникла підпільна організація, керівництво якої здійснювали кілька осіб (Тягунов, Тюрморезов та ін). За допомогою бельгійських патріотів декілька радянських військовополонених успішно втекли з трудових таборів. Улітку 1943 року у Бельгії почали діяти партизанські загони з радянських військовополонених, що втекли з німецького полону. Надалі, в кінці 1943 року в провінції Лімбург із радянських військовополонених була сформована партизанська бригада «За Батьківщину!» (4 загони, 250 чол.), яка активно брала участь у бойових діях проти німецьких військ і поліції. Надалі у травні 1944 року у складі бригади було вже шість загонів, а, крім того, в Арденнах діяв ще один окремий партизанський загін, яким командували офіцери Р. Лерман і Є. Доценко.
У цілому в антифашистському русі Опору на території Бельгії брало участь близько 500 радянських громадян.